# L-759,656
L-759,656 je analgetski leki koji je kanabinoidni agonist. On je visoko selektivan agonist za CB2 receptor, sa selektivnošću od 414x za CB2 u odnosu na CB1, mada još uvek nije selektivan u istoj meri kao noviji agonisti poput HU-308.
On proizvodi slične efekte sa drugim kanabinoidnim agonistima poput analgezije, ali sa malo ili bez sedativnih ili psihoaktivnih efekata usled slabe CB1 aktivnosti. On ima relativno jako antiinflamatorno dejstvo usled jake aktivnosti na CB2.